# Rhinosimus simplex
Rhinosimus simplex là một loài bọ cánh cứng trong họ Salpingidae. Loài này được Broun miêu tả khoa học năm 1883.